# Ghislain del Fosse et d'Espierres
 (août 2024).
Ghislain del Fosse et d'Espierres, né à Tournai le 26 novembre 1805 et mort à Saint-Josse-ten-Noode le 19 octobre 1875, est un homme politique belge.

## Fonctions et mandats
- Membre du Sénat belge : 1847-1848

## Sources
- Oscar COOMANS DE BRACHÈNE, État présent de la noblesse belge, Annuaire 1988, Brussel, 1988.
- Le parlement belge 1831 - 1894: données biographiques, Académie Royale de Belgique, Commission de la Biographie Nationale, 1996 (ISBN 978-2-8031-0140-5)
- Jean DOUXCHAMPS, Présence nobiliaire au parlement belge (1830-1970). Notes généalogiques, Wépion-Namen, 2003.